# Tam Đảo (huyện)
Tam Đảo là xã cực bắc của tỉnh Phú Thọ, Việt Nam.

## Địa lý

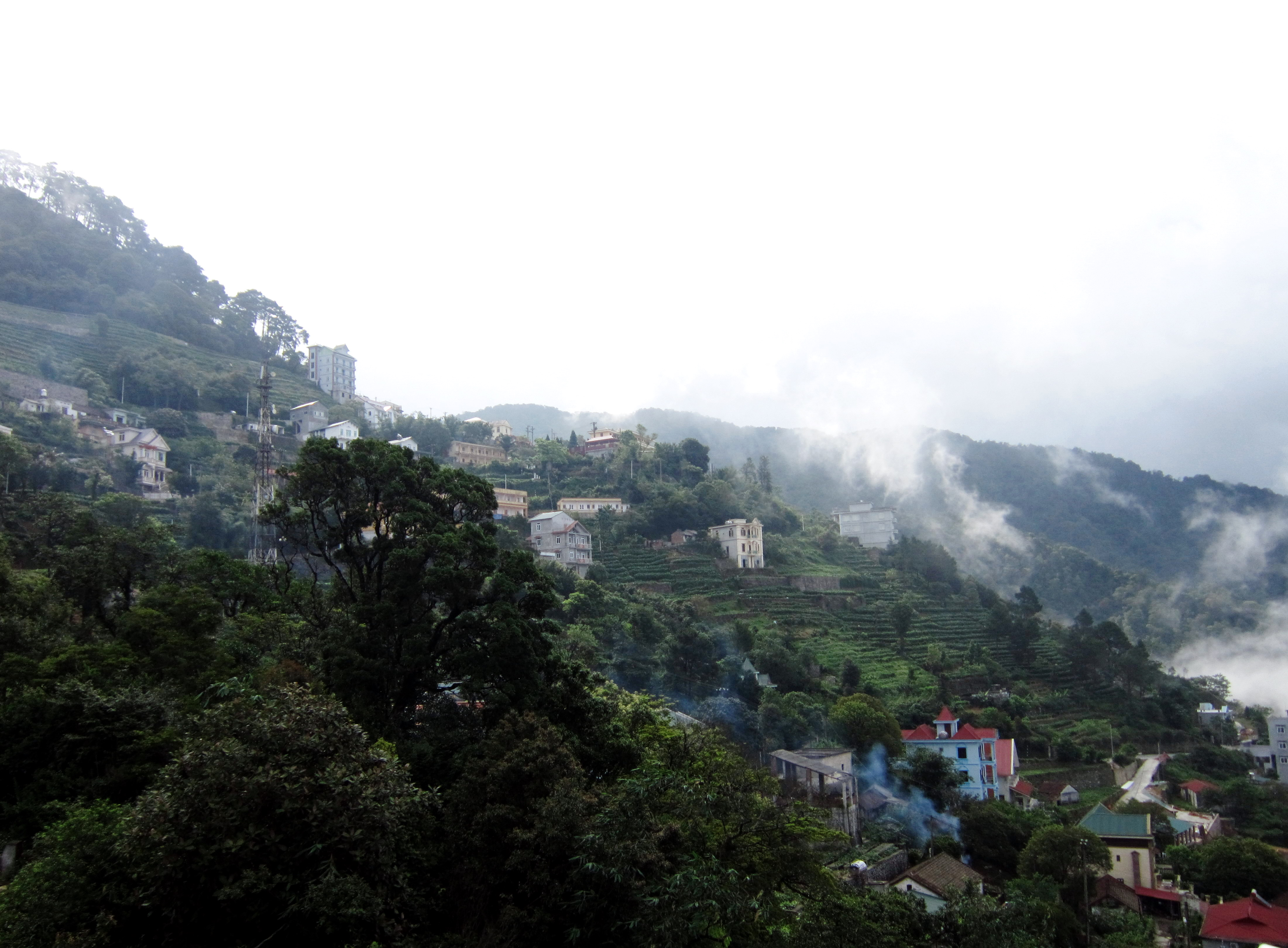
Một góc thị trấn Tam Đảo

Xã Tam Đảo nằm ở phía bắc tỉnh Phú Thọ, có vị trí địa lý:
- Phía đông giáp xã Bình Xuyên
- Phía tây giáp xã Lập Thạch với ranh giới là sông Phó Đáy
- Phía nam giáp xã Tam Dương
- Phía bắc giáp xã Đại Từ, tỉnh Thái Nguyên và xã Sơn Dương, tỉnh Tuyên Quang.

Bản đồ huyện chạy dài theo hướng tây bắc - đông nam, dọc theo dãy núi Tam Đảo. Xã Tam Đảo là một huyện miền núi, nằm trên phần chính, phía tây bắc của dãy núi Tam Đảo, nơi bắt nguồn của sông Cà Lồ (sông này nối với sông Hồng và sông Cầu). Trên địa bàn huyện có ngọn núi Tam Đảo cao 1.310 m, nằm ở xã Hồ Sơn. Diện tích tự nhiên của huyện là 23.641,60 ha (236,42 km²), trong đó có hơn 120 km² là thuộc vườn quốc gia Tam Đảo.
Năm 2010 dân số của toàn huyện Tam Đảo Cũ là 71.528 người, mật độ dân số trung bình là 303 người/km², trong đó dân tộc thiểu số chiếm trên 41,9%. Xã Tam Đảo là một trong các xã có mật độ dân số thấp. Mật độ dân số không đều giữa các xã, tập trung cao ở các xã vùng thấp và thưa thớt tại vùng xã Tam Đảo, các thôn, xóm vùng ven núi của các xã vùng đồng bằng.

## Hành chính
Huyện Tam Đảo Cũ có 9 đơn vị hành chính cấp xã trực thuộc, bao gồm 3 thị trấn: Hợp Châu (huyện lỵ), Đại Đình, Tam Đảo và 6 xã: Bồ Lý, Đạo Trù, Hồ Sơn, Minh Quang, Tam Quan, Yên Dương.

## Kinh tế
Sau 15 năm tái lập, các chỉ tiêu kinh tế xã hội của huyện đều đạt và vượt kế hoạch đề ra. Cơ cấu kinh tế chuyển biến theo hướng tích cực đúng hướng, năm 2004 tỉ trọng Nông nghiệp - Công nghiệp - Dịch vụ lần lượt là 70% - 9% - 21%, năm 2013 cơ cấu chuyển dịch là 45,05% - 22,51 - 32,44%.Tốc độ tăng trưởng bình quân sau 10 năm tái lập đạt 18,5%/năm. Tổng thu ngân sách đạt 40,1 tỷ (năm 2004) tăng lên 413 tỷ (năm 2013). Giá trị sản xuất nông nghiệp đạt 124,8 tỷ (2004) tăng lên trên 1.000 tỷ đồng năm 2013. Giá trị sản xuất ngành du lịch đạt 70,4 tỷ (2004) tăng lên 724,6 tỷ đồng năm 2013. Chú trọng sản xuất các loại rau quả có lợi thế như rau su su, măng tre, bí ngô, công nghiệp chú trọng các ngành công nghiệp ít gây ô nhiễm. Độ che phủ rừng đạt 60% năm 2004 tăng lên trên 90% năm 2018.

## Lịch sử

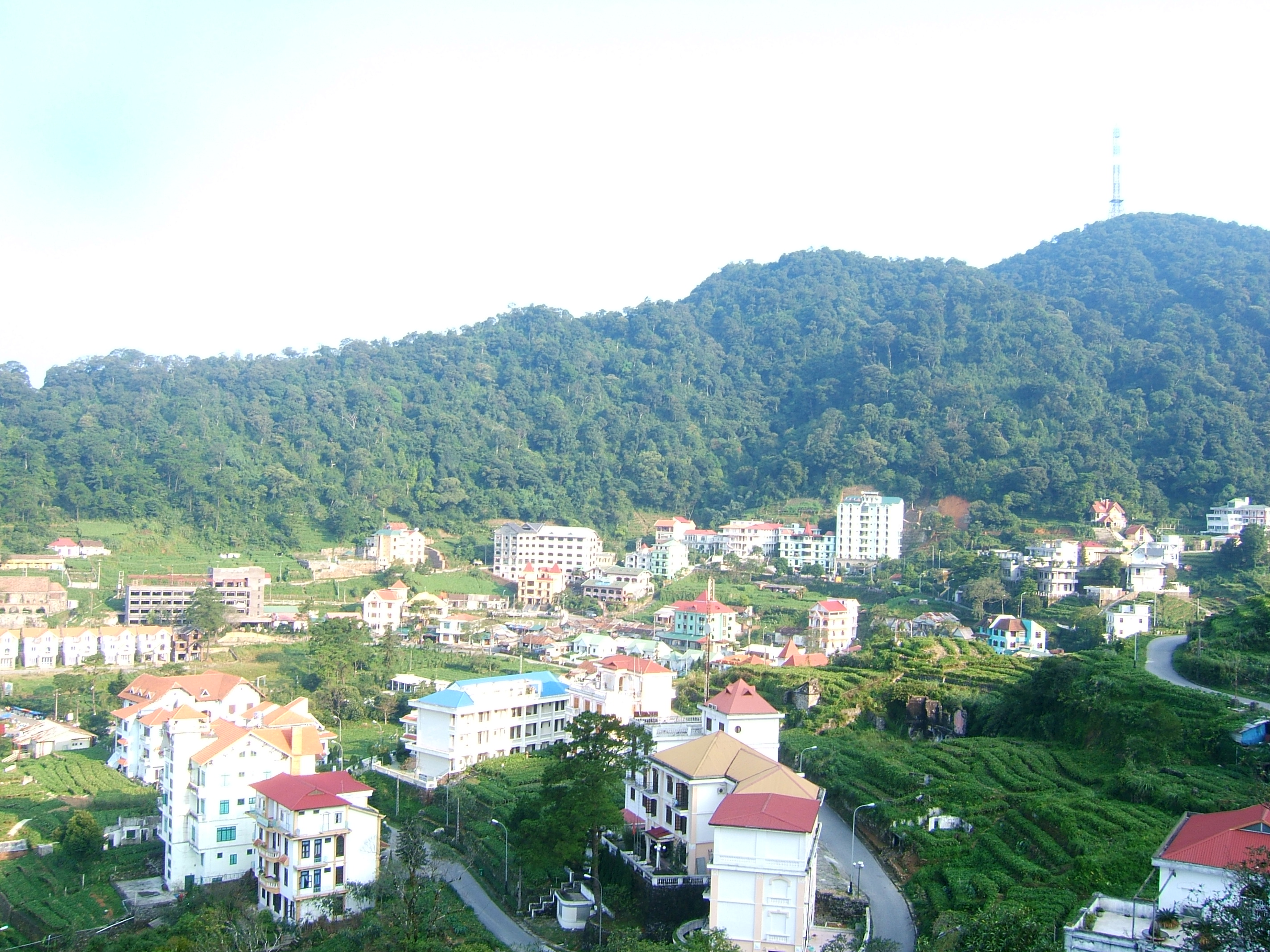
Khu du lịch Tam Đảo ở thị trấn Tam Đảo

Huyện Tam Đảo cũ được thành lập theo Quyết định số 178-CP ngày 5 tháng 7 năm 1977 của Hội đồng Chính phủ trên cơ sở hợp nhất huyện Lập Thạch với huyện Tam Dương. Riêng 2 xã Định Trung và Khai Quang của huyện Tam Dương sáp nhập vào thị xã Vĩnh Yên.
Ngày 26 tháng 2 năm 1979, tái lập huyện Lập Thạch; đồng thời tiếp nhận 14 xã, 1 thị trấn (vốn thuộc huyện Bình Xuyên cũ) của huyện Mê Linh cắt sang.
Khi đó huyện Tam Đảo trực thuộc tỉnh Vĩnh Phú, gồm thị trấn nông trường Tam Đảo và 31 xã: An Hòa, Bá Hiến, Đại Đình, Đạo Đức, Đạo Tú, Đồng Tĩnh, Duy Phiên, Gia Khánh, Hồ Sơn, Hoàng Đan, Hoàng Hoa, Hoàng Lâu, Hợp Châu, Hợp Hòa, Hợp Thịnh, Hướng Đạo, Hương Sơn, Kim Long, Minh Quang, Phú Xuân, Quất Lưu, Sơn Lôi, Tam Canh, Tam Hợp, Tam Quan, Tân Phong, Thanh Lãng, Thanh Vân, Thiện Kế, Trung Mỹ và Vân Hội.
Ngày 4 tháng 8 năm 1992, giải thể thị trấn nông trường Tam Đảo, địa bàn nhập vào các xã Trung Mỹ, Minh Quang.
Ngày 23 tháng 11 năm 1995, giải thể xã Tam Canh để thành lập thị trấn Hương Canh, thành lập thị trấn Tam Dương trên cơ sở một phần diện tích và dân số của các xã Hợp Thịnh và Vân Hội.
Ngày 6 tháng 11 năm 1996, tỉnh Vĩnh Phúc được tái lập từ tỉnh Vĩnh Phú cũ, huyện Tam Đảo thuộc tỉnh Vĩnh Phúc.
Đến cuối năm 1997, huyện Tam Đảo có 2 thị trấn: Hương Canh, Tam Dương và 30 xã: An Hòa, Bá Hiến, Đại Đình, Đạo Đức, Đạo Tú, Đồng Tĩnh, Duy Phiên, Gia Khánh, Hồ Sơn, Hoàng Đan, Hoàng Hoa, Hoàng Lâu, Hợp Châu, Hợp Hòa, Hợp Thịnh, Hướng Đạo, Hương Sơn, Kim Long, Minh Quang, Phú Xuân, Quất Lưu, Sơn Lôi, Tam Hợp, Tam Quan, Tân Phong, Thanh Lãng, Thanh Vân, Thiện Kế, Trung Mỹ, Vân Hội.
Ngày 9 tháng 6 năm 1998, huyện Tam Đảo tách trở lại thành 2 huyện Tam Dương và Bình Xuyên. Như vậy đến thời điểm này, huyện Tam Đảo cũ không còn tồn tại.
Huyện Tam Đảo mới thành lập theo Nghị định số 153/2003/NĐ-CP ngày 9 tháng 12 năm 2003 của chính phủ nước Cộng hòa Xã hội chủ nghĩa Việt Nam trên cơ sở tách 3 xã: Yên Dương, Đạo Trù, Bồ Lý của huyện Lập Thạch; 4 xã: Đại Đình, Tam Quan, Hồ Sơn, Hợp Châu của huyện Tam Dương; xã Minh Quang của huyện Bình Xuyên và thị trấn Tam Đảo của thị xã Vĩnh Yên.
Sau khi thành lập, huyện có 1 thị trấn và 8 xã trực thuộc. Huyện lỵ đặt tại xã Hợp Châu.
Ngày 1 tháng 2 năm 2020, chuyển 2 xã Hợp Châu và Đại Đình thành 2 thị trấn có tên tương ứng.
Huyện Tam Đảo có 3 thị trấn và 6 xã như hiện nay.

## Giao thông
Đường quốc lộ 2B nối thị trấn Tam Đảo (khu du lịch Tam Đảo) với thành phố Vĩnh Yên, chạy theo hướng bắc nam.

## Địa danh nổi tiếng
- Khu du lịch Tam Đảo nằm trên địa bàn thị trấn Tam Đảo
- Danh thắng chùa Tây Thiên thuộc thị trấn Đại Đình
- Danh thắng Thiền viện Trúc Lâm Tây Thiên thuộc thị trấn Đại Đình
- Một phần của Vườn quốc gia Tam Đảo nằm trên địa bàn huyện.